# 金将
金将（きんしょう）は、将棋の駒の種類の一つ。本将棋・平安将棋・平安大将棋・小将棋・中将棋・大将棋・天竺大将棋・大大将棋・摩訶大大将棋・泰将棋・大局将棋に存在する。英語ではそのまま "gold general" と訳され、略号はG。

## 概要
通称は「金」。銀将と名前や動き方が似ているが、銀将と異なり本将棋では成ることができない。基本的には自陣の王将(玉将)周辺で囲いを構成する駒として防御に使われることが多い（ただし、対石田流の棒金など金将を初期配置から前線に出して攻撃に用いる戦法もないわけではない）が、持ち駒として使う場合など、終盤の寄せや詰めでも多用される。例えば最も基本的な詰み形の一つとして「頭金」がある。また、横に動ける共通点から、飛車と金将を総称して、「横駒」と呼ばれることもある。
本将棋では、角行と比較した場合、動けるマス目の数は角行の最大16マスに対し、金将は最大6マスと、これだけを見ると圧倒的に少なく、常識的な価値判断でも金将の方が低いとされる。しかし、角行は竜馬に成らない限り、何手かけても筋違いのマス目に移動できず、接近戦や詰めには不便な駒とされているのに対し、金将は接近戦に強く、頭金など詰めにも役立ちやすく、手数をかければどの地点にも移動でき、動ける方向の数も金将の方が多い。このような特徴の違いから、コンピュータ将棋による研究などもあって、角行と金将の価値はほぼ同じではないかという説もある。
名前と動き方から、銀将と同じ系列の駒と思われているが、歴史的にはチャトランガの将軍に相当する駒である。海外の将棋類では日本将棋で言う王将の隣にチャトランガの将軍に相当する駒が配置されている。チェスではクイーン、シャンチーでは士・仕、チャンギでは士、マークルックではメットが日本の金将およびチャトランガの将軍に相当する駒である。それぞれ動きはかなり異なるが、シャンチーの士・仕とチャンギの士は盤面の王宮（九宮／宮）から出られないので完全に守備専用の駒となっているのが特徴的であり、残りは動きが強い（利きが多い）順にクイーン＞金将＞メットとなっている。またチャトランガの兵に相当する駒（将棋では歩兵、マークルックではビア）が昇格（成り）した場合の成り先としてチャトランガの将軍相当の駒が選ばれている将棋系ゲームも、将棋以外にもマークルックなどいくつか存在する。
駒字の表現としては、金将の駒自体のサイズが玉将より小さい分「金将」の「将」はサイズは変わるものの、「玉将」の「将」とほぼ同じ表現となっている書体が多い（対して銀将の「将」はより略された書体が多い）。

## 本将棋・小将棋

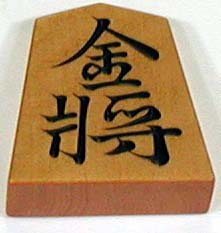
駒の表面。裏面には何も書かれていない。

金（きん）と略す。銀将・桂馬・香車・歩兵の成駒で、これらの金に成ったものをそれぞれ成銀・成桂・成香・と金という。成銀・成桂・成香・と金は、全て金の崩し文字が書かれており、字体を変えることで区別している。金将自体は成ることができない。
本将棋においては、金将と銀将を総称して、俗に「金駒（かなごま）」「金気（かなけ）」と呼ばれる。主なものとして、以下の格言がある。
- 金はとどめに残せ（相手の玉を寄せ、詰め筋に入れば最後の一手は金になることが多い。そのような寄せのために、金は持ち駒に取っておいた方がよいという格言）
- 金なし将棋に受け手なし（一方で、金は守りの要の駒でもあり、金がない将棋は受けにおいて大きく不利であるということ）
- 要(かなめ) の金を狙え（要とは玉の守りに重要な駒のことで、それは大体金が担っている。故にその金を狙えば、相手の守りは簡単に崩せるという格言）
- 相穴熊では角より金（相穴熊戦においては金の価値が非常に高く、局面によっては強力な角行よりも活躍できることがある）
- 金は引く手に好手あり（金は本来、守りの駒であり、引くことによって後ろにも連携ができることから、金はじっと引くような手が守りの好手を生むことが多いという格言。類似のものとして「成り駒は引く手に好手あり」というのがある）
- 金底の歩、岩より堅し（金の真下に打った歩はお互いの連携が強いため、飛車や竜などの横からの攻めに非常に有効であるということ）
- 金は斜めに誘え（攻める側からの格言であり、金は斜めに動かすと元の位置に戻るのに2手要する。したがって、相手の形を崩しやすいので、そのように誘う手が好手となることが多い）
- 玉の守りは金銀三枚（王を守る囲いは大体金二枚と銀一枚の合計三枚で成り立っているように、将棋の守備力において切っても切り離せない駒である）

元々の金将は4枚だが、銀将・桂馬・香車・歩兵の合計枚数は30枚なので、金将の動きの駒は理論上最大で敵味方合わせて34枚（元々の金将も含む）盤上に存在しうる計算になる。更に大駒についても、飛車・角行の成駒である竜王・竜馬の動きは金将の上位互換と考えることもできるし、玉将も金将の動きを完全に含んでいるので、潜在能力も含めれば、本将棋の全ての駒は金将の動きをする能力を持っていると考えることもできる。例えば、頭金の詰みの応用としては、玉将による直接王手ができないことを除けば、金将の代わりに（竜王・竜馬も含め）成駒を用いてもよい。
| 表示  | 動きの解説                       |
| ----- | -------------------------------- |
| ○     | 当該マスへ移動可                 |
| ｜    | マス数の制限なく縦方向へ移動可   |
| ―     | マス数の制限なく横方向へ移動可   |
| ＼ ／ | マス数の制限なく斜め方向へ移動可 |
| ☆     | 当該マスへ移動可(駒の飛び越え可) |
| 00    | 移動不可                         |

| 元の駒             | 動き                                                  | 動き                        | 成駒 | 動き | 動き |
| ------------------ | ----------------------------------------------------- | --------------------------- | ---- | ---- | ---- |
| 金将（きんしょう） | \| ○ \| ○ \| ○ \| \| ○ \| 金 将 \| ○ \| \| \| ○ \| \| | 縦横と斜め前に1マス動ける。 | なし | -    | -    |
| ○                  | ○                                                     | ○                           |      |      |      |
| ○                  | 金 将                                                 | ○                           |      |      |      |
|                    | ○                                                     |                             |      |      |      |

## 平安将棋・平安大将棋・大大将棋
成ることはできない。
| 元の駒             | 動き | 動き                        | 成駒 | 動き | 動き |
| ------------------ | --- | --------------------------- | ---- | ---- | ---- |
| 金将（きんしょう） | \| \| \| \| \| \| \| \| ○ \| ○ \| ○ \| \| \| \| ○ \| 金 将 \| ○ \| \| \| \| \| ○ \| \| \| \| \| \| \| \| \| | 縦横と斜め前に1マス動ける。 | なし | -    | -    |
|                    | |                             |      |      |      |
|                    | ○ | ○                           | ○    |      |      |
|                    | ○ | 金 将                       | ○    |      |      |
|                    | | ○                           |      |      |      |
|                    | |                             |      |      |      |

## 中将棋・大将棋・天竺大将棋・大局将棋
中将棋の場合金と略す。歩兵の、大将棋では鐵将・石将・桂馬・猫刄・悪狼・嗔猪・猛牛・飛龍・歩兵の成駒。成ると飛車。
これらの大型将棋類の歩兵の成駒としての金将は、本将棋と同様にと金と呼ばれる場合もあるが、本将棋と異なり、多くの場合本将棋の成香のような字体の金の崩し文字が書いてある。
金将の成駒としての飛車は金飛車とも呼ばれる。
|  |   |       |   |  |
|  | ○ | ○     | ○ |  |
|  | ○ | 金 将 | ○ |  |
|  |   | ○     |   |  |
|  |   |       |   |  |

|   |   | │     |   |   |
|   |   | │     |   |   |
| ─ | ─ | 飛 車 | ─ | ─ |
|   |   | │     |   |   |
|   |   | │     |   |   |

## 摩訶大大将棋・泰将棋
摩訶大大将棋では飛車・角行・竪行・横行・反車・香車・飛龍・猛牛・桂馬・左車・右車・狛犬・鉤行・摩𩹄・夜刄・羅刹・金剛・力士・驢馬・歩兵・横飛の、泰将棋では青龍・朱雀・白虎・玄武・盲猿・奔鬼・奔獏・走車・金翅・鳩槃・大龍・左将・右将・天狗・北狄・南蛮・前旗・盲熊・白象・飛牛・角鷹・飛鷲・鯨鯢・白駒・木将・銀兎・金鹿・行馬・孔雀・横龍・羊兵・猛鷲・兵士・𠵇犬の成駒。摩訶大大将棋・泰将棋の成りは敵駒を取ったときに強制的に成るルールになっているが、これらの駒の中には、金将に成ることにより元の駒の完全下位互換になってしまうものや、その他元の駒の動きからして明らかに成りによるデメリットの大きいものも多い。成ると奔金。
|  |   |       |   |  |
|  | ○ | ○     | ○ |  |
|  | ○ | 金 将 | ○ |  |
|  |   | ○     |   |  |
|  |   |       |   |  |

| ＼ |    | │     |    | ／ |
|    | ＼ | │     | ／ |    |
| ─  | ─  | 奔 金 | ─  | ─  |
|    |    | │     |    |    |
|    |    | │     |    |    |